# Ахалхібула
Ахалхібула (груз. ახალხიბულა) — село в Грузії.
За даними перепису населення 2014 року в селі проживає 395 особи.